# Arthur Pöhlandt

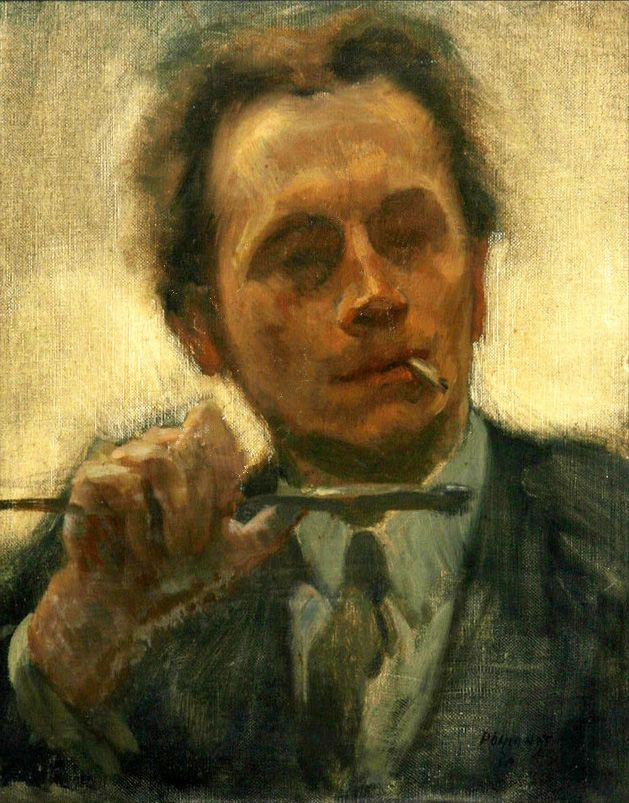
Selbstbildnis (1930)

Arthur Pöhlandt (* 1900 in Altranstädt; † 1940 in Leipzig) war ein deutscher Maler.

## Leben

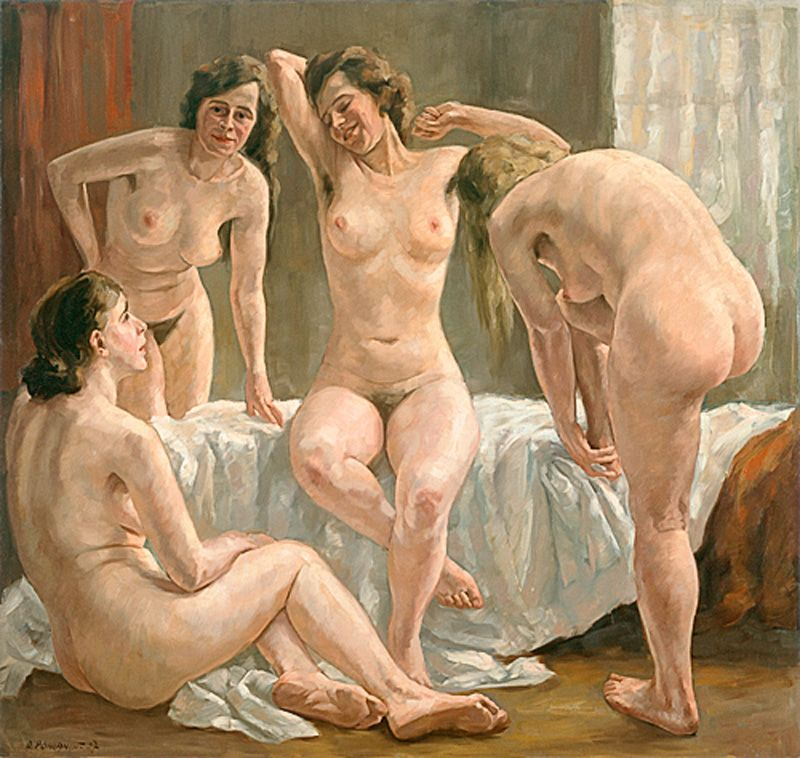
Entspannte Unterhaltung nach dem Besuch der Sauna

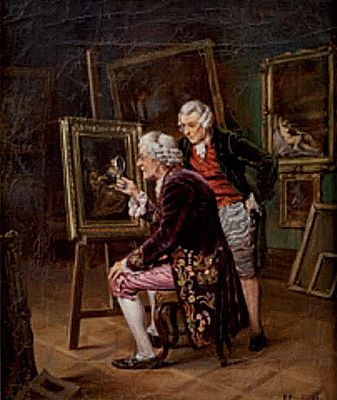
Das Kunstwerk

Arthur Pöhlandt lernte zunächst den Beruf des Dekorationsmalers und Lackierers. Danach absolvierte er die Abendkurse der Staatlichen Akademie für graphische Künste und Buchgewerbe Leipzig. 1928 taucht er in den Adressbüchern von Leipzig als Kunstmaler mit einer eigenen Wohnung auf, nachdem er zuvor wohl bei einem Verwandten in Leipzig-Schleußig gewohnt hat. Nach Wohnungen in der Gottschedstraße und im Ranstädter Steinweg bezog er eine Wohnung mit Atelier im Leipziger Künstlerhaus am Nikischplatz.
Pöhlandt war verheiratet mit seiner langjährigen Gefährtin Charlotte Claus, die auch sein bevorzugtes Modell war.
Seine Thematik reichte von Genrebildern bis zu Akten. Auch Tierbilder müssen dabei gewesen sein, denn der Kunstkritiker Egbert Delpy (1876–1951) schrieb: „Pöhlandts Katzen übertreffen seine gefälligen Akte entschieden in koloristischer Rasse und Kraft.“
Sein erfolgreichstes Bild war sein Selbstporträt von 1930, für das er 1930 den Sächsischen Staatspreis des Ministeriums des Inneren erhielt und 1931 den Preis der Stadt Leipzig, die es ankaufte und seitdem im Stadtgeschichtlichen Museum präsentiert.
Die zweite Hälfte der 1930er Jahre war geprägt von Depressionen und Geldnöten sowie der Unzufriedenheit mit dem politischen System. Im April 1940 schied Arthur Pöhlandt im Keller des Künstlerhauses freiwillig aus dem Leben.